# Vadas Zsuzsa (újságíró)
Vadas Zsuzsa (Szombathely, 1934. november 15. –) Prima Primissima díjas magyar újságíró. A Nők Lapja munkatársa, a La Femme magazin főmunkatársa.

## Életpályája
Vadas Mihály (1911–1942) törzsőrmester, repülőtiszt és Varga Mária gyermekeként született. 1961-ben kötött házasságot Radó Gyula rendezővel. Újságírói munkásságát vidéki lapoknál kezdte. Dolgozott a Magyar Rádió hírszerkesztőségénél, majd a Petőfi Nép budapesti tudósítója lett. Később az Ifjúsági Magazin olvasószerkesztője, a Képes Hét magazinrovatának szerkesztője, a Képes Vasárnap főmunkatársa volt. 
Írásai számos napilapban illetve hetilapban megjelentek, mint pl. a Magyar Ifjúság, a Képes Újság, a Népszava, a Rádióújság, a Taps színházi magazin vagy az Elite.

## Könyvei
- 40 éves a Balatonmáriafürdő és Vidéke Általános Fogyasztási és Értékesítő Szövetkezet.
- 50 éve a vásárlókért. Zalaiparker Rt. Zala-Lap Kiadó Kft. [?2000]
- Komlós Juci. Budapest Print Kft., é. n. (Bóta Gáborral, Gedeon Andrással és Váczy Andrással) ISBN 9636951500
- Úti dilik, avagy 40 év alatt a Föld körül. Vasfüggönyön innen, Óperencián túl. Sanoma Budapest Kiadói Zrt., 2006. ISBN 9639710016
- Tuti dilik – 50 év a sajtó körül. Sanoma Budapest Zrt., 2007. (a katalógusokban formailag hibás ISBN-nel szerepel) ISBN 9639710184
- Hátizsákomban a glóbuszom. 60 év a világ körül. Centrál Könyvek, 2021. ISBN 9789633248751

## Díjai, elismerései
- Prima Primissima díj (2011, a magyar sajtó kategóriában)